# Pays de Caux
Pays de Caux és una regió de Normandia, França. Pertany al dipòsit parisenc i és en un altiplà calcari a l'Normandia que s'estén fins als penya-segats de la costa del Canal de la Mànega entre les desembocadures del Sena i del Béthune. Ocupa la part més gran del departament del Sena Marítim. El cauchois és un dialecte de la llengua normanda que deriva de la llengua celta.

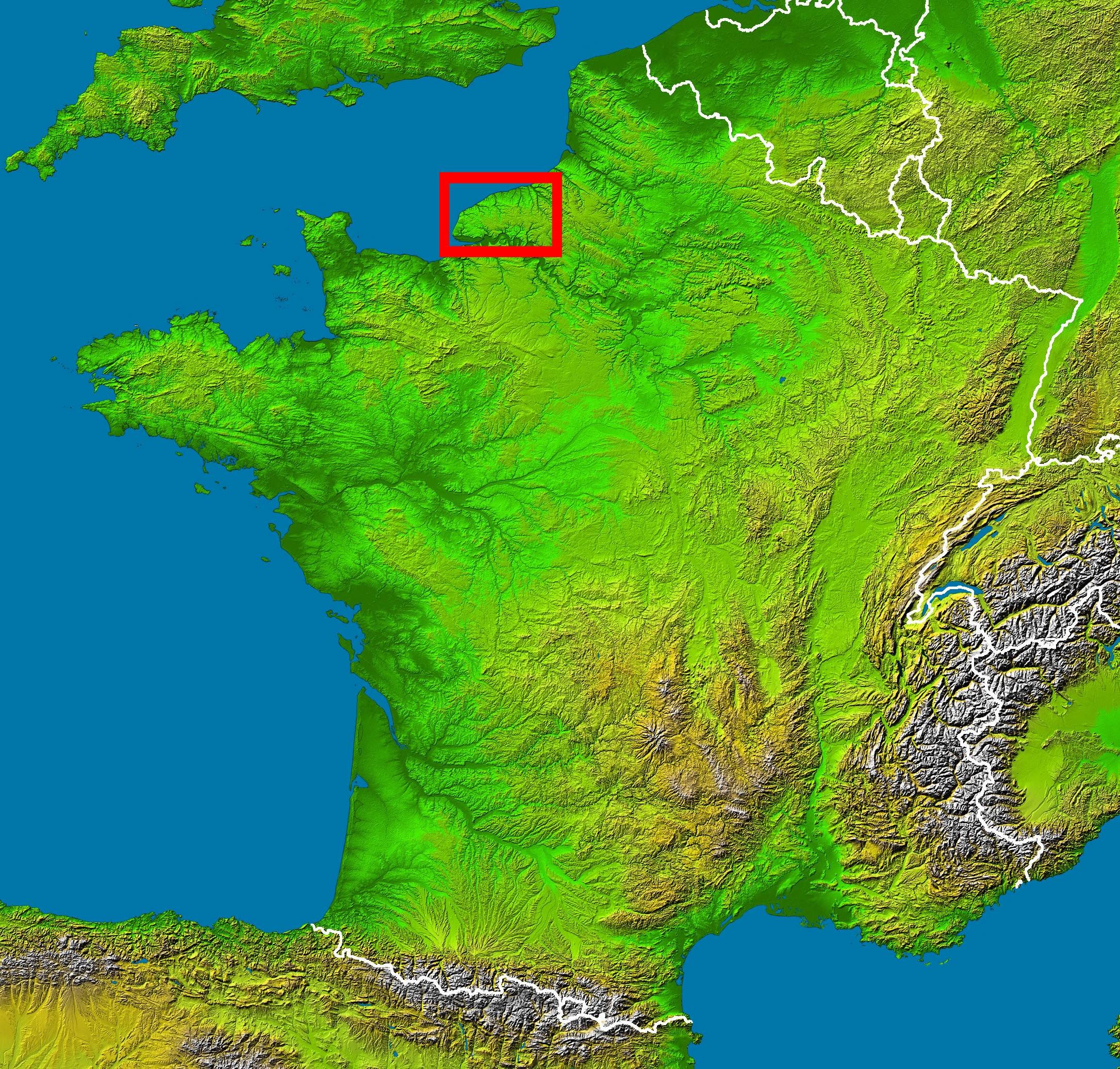
Localització del Pays de Caux

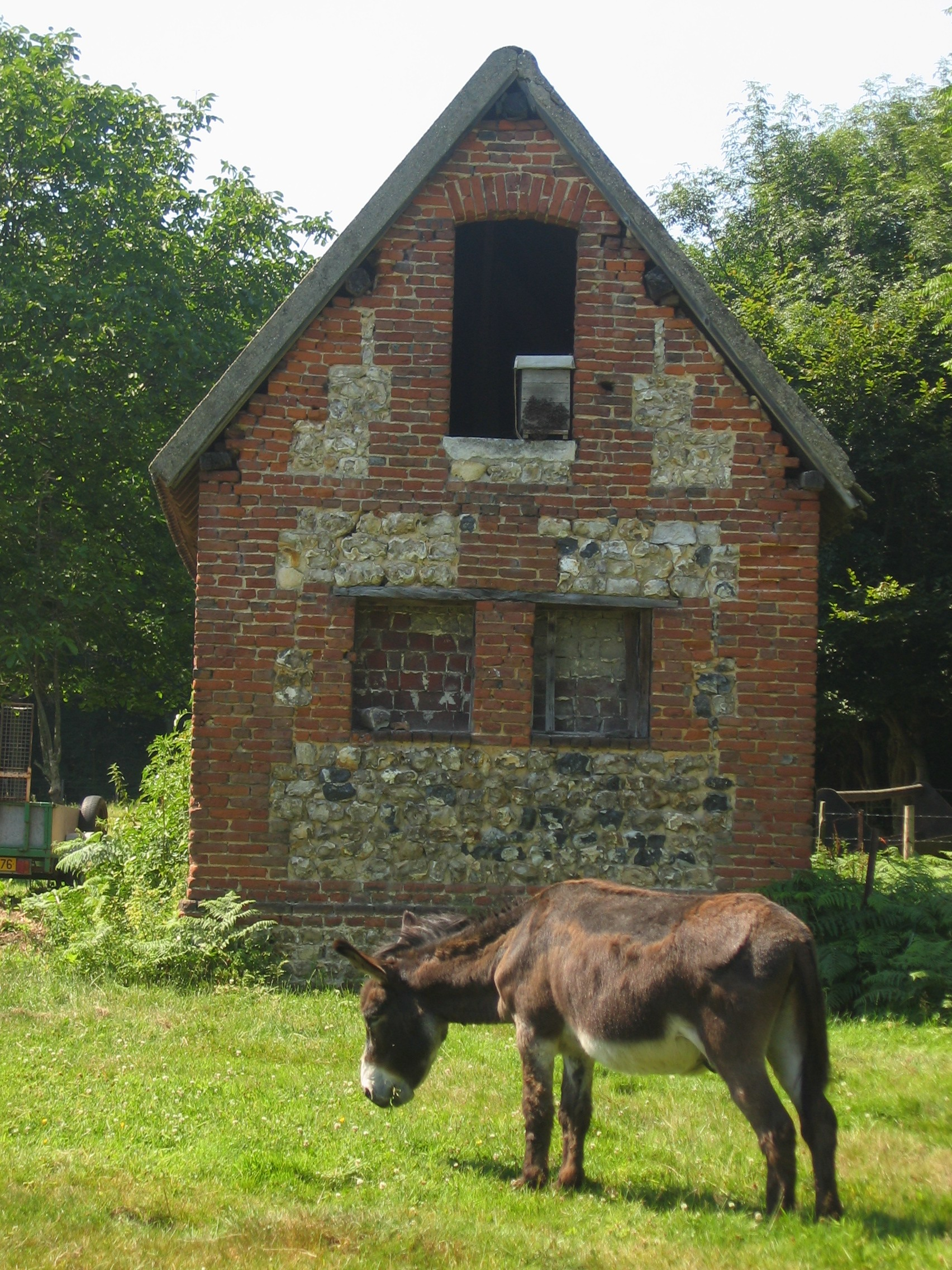
Paisatge rural característic

El nom de la Caux prové d'una tribu celta, la dels calets, que van poblar la zona des de l'edat del ferro. Va ser conquerit militarment al 56 aC per les legions de Juli Cèsar, abans de ser integrat a la Gàl·lia Celta per l'emperador August. A la caiguda de Roma, el segle v, els francs que s'hi van establir, provocaren canvis d'ordre cultural, un retorn al paganisme, ràpidament reprimit pel desenvolupament del monaquisme dels reis francs –abadies de Sant Wandrille (649), de Jumièges, de Fécamp (709)–. Posteriorment s'integrà dins l'Imperi Carolingi. Al segle ix, els vikings van saquejar la regió, i després fundaren el Ducat de Normandia el 911; el país restà obert a les influències nòrdiques. Integrat al regne de França a la mateixa època que el ducat, el 1204, Caux va patir els efectes de la guerra dels Cent Anys i les guerres de religió. Com altres normands els habitants que es va convertir al protestantisme en general nombre. Al segle xx, després del desembarcament aliat a Normandia, un bombardeig massiu va devastar la ciutat de Le Havre el setembre de 1944.
El Pays de Caux és una regió econòmicament dinàmica, amb una indústria petroquímica molt diversificada, una agricultura intensiva competitiva, i l'important port de Le Havre. Una agricultura fèrtil (blat, lli i farratge) i ramaderia important, principalment bovina. Cal destacar la proximitat de París, una forta identitat local, la presència de nombrosos castells i cases pairals, una arquitectura específica rural (clos-masures, colomars) que fa de la regió una destinació turística atractiva. Té com al seu centre la ciutat de Dieppe i altres ciutats importants són, a la costa, Le Havre, Fécamp, Saint-Valery-en Caux, i l'interior Yvetot Bolbec.